# Выхма (станция)
Выхма (эст. Võhma raudteejaam) — железнодорожная станция в городе Выхма на линии Таллин — Вильянди. Находится на расстоянии 120 км от Балтийского вокзала.
На станции Выхма расположен низкий перрон и четыре пути. На станции останавливаются пассажирские поезда, курсирующие между Таллином и Вильянди. Из Таллина в Выхма поезд идёт 1 час и 49-57 минут, а экспресс идёт из Выхма в Таллин 1 час и 40 минут.